# Nothing Records
Nothing Records este o casă de discuri americană fondată în anul 1992.